# Слобода (Медынский район)
Слобода — деревня в Медынском районе Калужской области, входит в  сельское поселение «Деревня Глухово». Располагается на востоке Медынского района
Стоит на берегах реки Бобольская. Рядом — деревни Куфтино и Боболи (Малоярославецкий район).

## Этимология
Слобода — часть города или крупного села, жители слобод находились на государевой службе и не принадлежали местному феодалу.

## Население
| 2002 | 2010 |
| ---- | ---- |
| 5    | ↘2   |

## История
В материалах дозора 1613 года значится «За боярином, за князем Борисом Михайловичем Лыковым… Слобода, а все те [деревни] по речке по Кщеме, а в ней пашни паханые крестьянские пол-осмины».
В 1782 году слобода на реке Кшома вместе деревнями Алешина, Кухтино, слобода Левина, Глухово и Реткино во владениях князя Василия Ивановича Долгорукова и Евдокии Александровны Зиновьевой. К 1859 году значилась как деревня 1-го стана Медынского уезда и насчитывала 25 дворов и 269 жителя. После реформ 1861 года вошла в Глуховскую волость. К 1914 году население возросло до 318 человек.